# 厦门海关副税务司公馆
厦门海关副税务司公馆位于中国福建省厦门市鼓浪屿，是全国重点文物保护单位鼓浪屿近代建筑群的子项目之一。
漳州路11号建筑亦称“大帮办楼”，是当时厦门海关高级员工的住宅，由两座建筑组成。建筑造型简练，受到当时现代建筑风潮的影响，带有美国草原别墅风格。建筑均为钢筋混凝土结构，双层，分主、副两部分，东、南两侧设有外廊。